# Stade Jean-Bouin (Parijs)
Stade Jean-Bouin is een sportstadion in Parijs, Frankrijk, waar zowel rugby- als voetbalwedstrijden worden gespeeld. Het stadion ligt pal naast het Parc des Princes, de thuisbasis van Paris Saint-Germain. Vanaf het seizoen 2025/26 neemt rivaal Paris FC zijn intrek in het stadion.
Het stadion wordt voornamelijk gebruikt voor rugbywedstrijden en is de thuisbasis van Stade Français. Daarnaast speelt Paris Saint-Germain Féminines hier zijn thuiswedstrijden.
Stade Jean-Bouin werd geopend in 1925 en heeft na twee renovaties een capaciteit van 20.000 toeschouwers.